# Đông Thanh (phường)
Đông Thanh là một phường cũ thuộc thành phố Đông Hà, tỉnh Quảng Trị, Việt Nam.

## Lịch sử
Ngày 16 tháng 6 năm 2025, Ủy ban Thường vụ Quốc hội ban hành Nghị quyết số 1680/NQ-UBTVQH15 về việc sắp xếp các đơn vị hành chính cấp xã của tỉnh Quảng Trị năm 2025. Theo đó, sắp xếp toàn bộ diện tích tự nhiên, quy mô dân số của phường 1 (thành phố Đông Hà), phường 3 (thành phố Đông Hà), phường 4, phường Đông Giang, phường Đông Thanh thành xã mới có tên gọi là xã Đông Hà.

## Địa lý
Phường Đông Thanh nằm ở phía bắc thành phố Đông Hà, có vị trí địa lý:
- Phía đông giáp phường Đông Giang
- Phía tây và phía bắc giáp huyện Cam Lộ
- Phía nam giáp phường 3 và phường 4.

Phường Đông Thanh có diện tích 4,84 km², dân số năm 2010 là 3.874 người, mật độ dân số đạt 800 người/km².

## Hành chính
Phường Đông Thanh được chia thành 5 khu phố: 1, 2, 3, 4, 5.

## Giáo dục
Các trường học trên địa bàn phường: 
- Trường MN Đông Thanh
- Trường TH Đông Thanh
- Trường THCS Hiếu Giang.